# Rusland-1
Rusland-1 (Russisch: Россия-1, Rossija-1) is de op een na grootste televisiezender in Rusland. Het is deel van de VGTRK en wordt gefinancierd door de Russische overheid.

## Geschiedenis
Rusland-1 startte mei 1991 op ter vervanging van het kanaal Tweede Kanaal dat uitzond ten tijde van de Sovjet-Unie. Het kanaal werd na het uiteenvallen van de Sovjet-Unie nog steeds uitgezonden in voormalige landen die hier tot toe behoorden. In augustus 1991 stopte het kanaal met uitzenden in Letland en in 1992 in Oekraïne. Eerst kreeg het kanaal maar zeven uur per dag zendtijd, nu is dat vierentwintig uur per dag. Alleen tijdens een brand in de Ostankino-toren op 27 augustus 2000 werd er die dag vanaf zes uur 's avonds niks meer uitgezonden. Drie dagen later werd er een speciaal "duokanaal" tussen Pervyj kanal en Rusland-1 opgericht, wat op beide zenders werd uitgezonden. Pervyj kanal had immers zelf ook last van de brand, omdat zij ook vanuit die toren uitzenden.
Sinds 2012 is Jevgeni Revenko het hoofd van de zender.

## Programma's
Rusland-1 wordt gekenmerkt door zijn rijke variëteit aan entertainmentprogramma's en de verschillende talen waarin het wordt uitgezonden.

### Bekende programma's die op Rusland-1 worden uitgezonden
- Odin v Odin
- Eurovisiesongfestival (in even jaren)
- Chit
- New Wave
- Slavjanski Bazaar
- Vesti (nieuwsprogramma)
- Soebotti Vetsjer (muziekprogramma)